# Фельдшер и акушерка

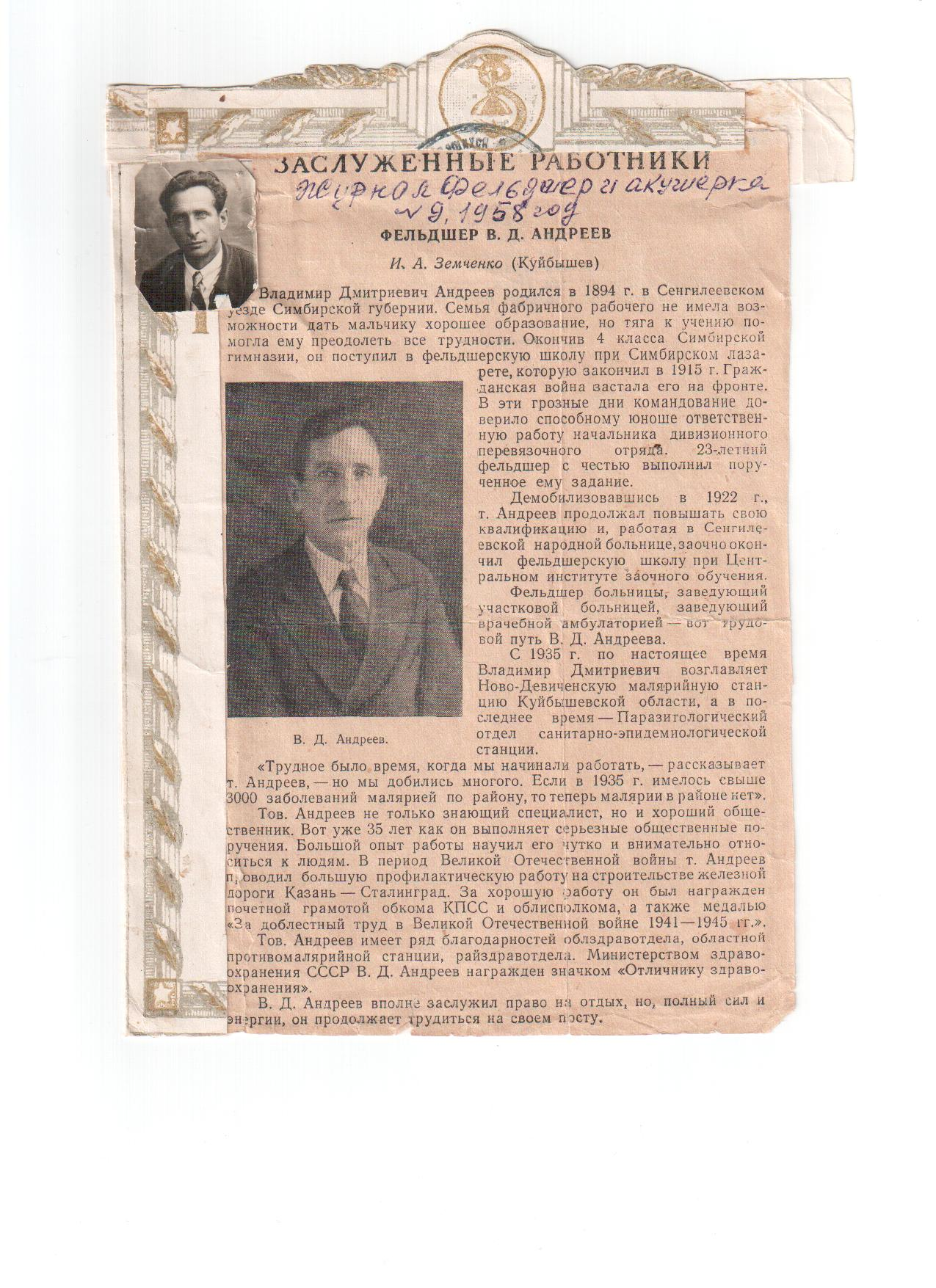
Журнал «Фельдшер и акушерка» № 9 за 1958 год.

«Фе́льдшер и акуше́рка» — ежемесячный медицинский журнал для средних медработников. Орган Министерства здравоохранения СССР и Министерства здравоохранения РСФСР. Основная задача журнала — повышение профессиональных знаний медиков, особенно фельдшеров и акушерок, самостоятельно работающих в сельской местности. Подробно представлены сведения по профилактике, диагностике и лечению наиболее распространённых заболеваний, встречающихся в акушерско-гинекологической практике. Отдельный раздел включает сведения по приёму родов в условиях сельской участковой больницы. Распространялся только по подписке. Тираж (1976) свыше 280 тыс. экз.
Журнал начал издаваться в 1936 году. Во время Великой Отечественной войны в своих статьях журнал освещал чрезвычайное значение борьбы за чистоту и охрану здоровья детей в условиях военного времени.
Включал разделы «Организация здравоохранения», «Эпидемиология и гигиена», «Клиническая медицина», «Скорая и неотложная помощь», «Дискуссии», «Здравоохранение за рубежом», «Санитарное просвещение», «Обмен опытом», «История медицины», «Жизнь медицинских училищ», «Заслуженные работники», «Медицинский семинар».
В 1993 году журнал «Фельдшер и акушерка» объединили с журналом «Медицинская сестра». Объединённый журнал выходил под названием «Медицинская помощь» (ISSN 0869-7760).

## Авторы статей
- Майоров Марк Вениаминович